# الجماعة الإسلامية المسلحة
الجماعة الإسلامية المسلحة  كانت منظمة إسلامية مقرها الجزائر تسعى لإسقاط الحكومة الجزائرية وإقامة دولة إسلامية، . ,رغم عديد الشائعات نفت الجماعة ارتباطها او تعاملها مع وحدات الجيش و المخابرات و ذلك عبر مختلف وسائطها الاعلامية مثل مجلة الانصار الناطقة الرسمية باسم الجماعة و الصادرة من لندن اضافة الى عديد الشهادات من طرف من تعاملوا مع الجماعة سواء خارج الجزائر   ابو مصعب السوري او من شهادات من دخلو للجزائر مثل شهادة عطية الله الليبي  ، تتهم الدولة الجزائرية المجموعات الاسلاموية المنبثقة عن الجبهة الاسلامية للانقاذ مثل حركة رشاد بالوقوف وراء هذه الشائعات اضافة الى بعض ضباط الجيش المعزولين من الخدمة و احزاب و شخصيات يسارية جزائرية و اوروبية ( فرنسية خاصة ) ، يصطلح على التوجه المتعلق باتهام الجيش و الدولة بالوقوف وراء الجماعات الارهابية اليوم سياسيا في الجزائر بنظرية "من يقتل من " بالفرنسية " Qui tue qui "
اعتمدت العنف المسلح منذ عام 1992، وذلك بتعلة إلغاء نتائج الدورة الأولى من الانتخابات البرلمانية التي جرت في ديسمبر 1991، والتي أظهرت فوز جبهة الإنقاذ الإسلامية، أكبر أحزاب المعارضة الإسلامية. ما بين 1991 و1998، تبنت الجماعة عدة عمليات إرهابية ضد أهداف مدنية في الجزائر وفرنسا وفي أحيان، ارتكبت مجازر إبادة بحق القرويين (انظر العشرية السوداء في الجزائر ومجزرة بن طلحة ومجزرة رايس). استعملت الجماعة الاغتيالات، تفخيخ السيارات، وعمليات الاختطاف. تُعتبر الجماعة حركة إرهابية بالنسبة للحكومات الجزائرية والفرنسية.

## الزعامة
وتعاقب على زعامة (الجماعة الإسلامية المسلحة) أكثر الحركات الإسلامية تطرفاً في الجزائر مُنذ تأسيسيها وإلى غاية اندثارها إثنا عشر أميراً قُتل أغلبهم في اشتباكات مع قِوى الأمن والجيش وهم على التوالي:
- منصوري الملياني، أسس الجماعات الإسلامية المسلحة في أبريل 1992، ألقي القبض عليه في العام نفسه، يوليو 1992، وحُكم عليه من جديد بالإعدام ونفذ فيه الحكم.
- علال محمد، المدعو «موح ليفي» تسلم الإمارة بعد الملياني قتلته قوات الأمن في سبتمبر 1992 مع اثنين من أعوانه بالقرب من المدية 80 كلم جنوب الجزائر العاصمة.
- عبد الحق لعيايدة، المكنى بـ «أبو عدنان» من مواليد 1959، تولى الإمارة منذ أغسطس 1992 إلى غاية اعتقاله بالمغرب في مايو 1993 وتم تسليمه إلى الجزائر في 29 سبتمبر 1993 قضى 12 سنة في سجن سركاجي ثم أُطلق سراحه في 12 مارس 2006 طبقاً لقوانين المصالحة الوطنية.
- عيسى بن عمار، لم يتول الإمارة سوى لفترة وجيزة خلفاً للعيادة حيث قتلته قوات الأمن في أغسطس 1993 بعد بضعة أسابيع من توليه زعامة المنظمة.
- مراد سي أحمد، الملقب بـ «جعفر الأفغاني» مواليد سنة 1964 تولى الإمارة من دون انعقاد اجتماع المجلس الشوري قُتل برصاص الجيش الجزائري في 27 فبراير 1994، مع تسعة من أعوانه في مرتفعات جبال بني ميسرة بالبليدة.
- شريف القوسمي، المكنى بـ «أبو عبد الله أحمد» مواليد سنة 1968 قُتل في معركة مع قوى الأمن في ضواحي العاصمة الجزائرية يوم 26 سبتمبر 1994.
- محفوظ طاجين، المكنى بـ «أبو خليل محفوظ» تولى إمارة الجماعة بحكم أنّه كان النائب الأوّل لشريف قوسمي ودامت إمارته أقلّ من شهر، حيث تنازل عن منصبه بسبب معارضة أغلب أعيان الجماعة حيث اتهموه أنه تابع للجزأرة وأنه شيعي.
- جمال زيتوني، المكنى «أبي عبد الرحمن أمين» مواليد سنة 1968، تولى الإمارة يوم 27 أكتوبر 1994 وقتل في 16 يوليو 1996 على يد الرابطة الإسلامية للدعوة والقتال المنشقة عن الجماعة الإسلامية المسلحة.
- عنتر زوابري، المدعو «أبو طلحة» مواليد 1970، تولى الإمارة في 18 يوليو 1996 وقُتل على يد قوات الأمن رفقة اثنين من مساعديه في منزل قرب منزل عائلته ببوفاريك وذلك يوم 9 فبراير 2002.
- رشيد أوكلي، المدعو «أبو تراب رشيد» أحد أقرب المقربيّن إلى عنتر زوابري، وذراعه الأيمن، وقائد لكتيبة الموت قُتل على يد أتباعه على خلفية الصراع على الزعامة.
- بوضيافي نور الدين، المدعو «حكيم أر.بي.جي» و«أبو عثمان» مواليد سنة 1969 تولى الإمارة سنة 2004 ألقي عليه القبض 5 نوفمبر 2005 ببلدية باب الزوار وتمت محاكمته يوم 2 ديسمبر 2007 وحكم عليه بالإعدام.
- شعبان يونس، المدعو «إلياس» قُتل على يد قوات الأمن في 1 ديسمبر 2005 بالشلف.

## توزيع المهمات
-عيّن جعفر الأفغاني أميرا للعاصمة، (حسين زكري عزالدين حمداني محمدعينين الجاجة. هؤلاء قادة المقطع الأزرق)
-وعيّن علي زوابري أميرا على ولاية البليدة،
- وعيّن (عمر شيخي) على ولاية البويرة،
-والشيخ أبو يونس الخان (عطية السايح) على ولاية المدية،
-وعبد العزيز الأفغاني على ولاية بومرداس،
- وعيّن منير الغربي وخالد سجّالي (الأفغاني) للتنسيق مع جماعة الأفغان في الخارج.
-وبدأ سيد أحمد الحراني يكتب» القانون الأساسي للجماعة الإسلامية المسلحة«

## انعقاد لقاء الوحدة بين الجماعات المسلحة
في يوم 13 مايو 1994 في أحد جبال منطقة الأربعاء ـ 30 كلم جنوب غربي العاصمة ـ انعقد لقاء الوحدة بين الجماعات المسلحة على اختلاف توجهاتها وانتماءاتها ولم يُستثنَ منها سوى بعض الجماعات المنتمية (للجبهة الإسلامية لإنقاذ) في شرق البلاد وغربها.
عقد اللقاء في خيمة كبيرة جمعت عددا كبيرا من قادة الجماعات (الجماعة الإسلامية المسلحة) مثلها كلّ من أبو عبد الله أحمد (الشريف قواسمي) أمير الجماعة،
وأبو خليل محفوظ (محفوظ طجين) النائب الأول لأمير الجماعة
وأمير المنطقة الثانية، خالد أبو صهيب (خالد الساحلي) النائب الثاني لأمير الجماعة وأمير المنطقة الأولى، وأبو بكر زرفاوي عضو مجلس أهل الحلّ والعقد
وغيرهم. و(الجبهة الإسلامية للإنقاذ) التي مثلها كلّ من الشيخ محمد سعيد مسؤول اللجنة السياسية، وعبد الرزاق رجام مسؤول الإعلام ومنسق وطني، ويوسف بوبراس مسؤول التنظيم والاتصال، و(حركة الدولة الإسلامية) التي مثلها أميرها السعيد مخلوفي والشيخ رابح قطاف.
نتج عن هذا الاجتماع وهذه الوحدة التنظيمية قيادة جديدة وضمت كلاًّ من: إضافة الي زكري حسين أحد قادة بني ميسرة
ـ أبو عبد الله أحمد (شريف قوسمي) أميرا للجماعة.
ـ أبو خليل محفوظ (محفوظ طاجين) نائبا أوّل لأمير الجماعة، وأمير المنطقة الثانية.
ـ خالد أبو صهيب (خالد الساحلي) النائب الثاني لأمير الجماعة وأمير المنطقة الأولى.
ـ علي الأفغاني: المستشار العسكري للجماعة.
ـ أبو أسامة الحاج: مسؤول الإعلام والعلاقات الخارجية.
ـ أبو صهيب أيوب: أمير المنطقة التاسعة.
ـ عبد الرحيم بخالد (قادة بن شيحة) أمير كتائب الغرب.
ـ أضيف إلى مجلس شورى الجماعة المسلحة كلّ من: محمد سعيد، عبد الرزاق رجام، سعيد مخلوفي، عبد القادر شبوطي، رابح قطاف مع تثبيت كلّ من عباسي مدني وعلي بلحاج كأعضاء في مجلس شورى الجماعة، بعد انعقاد الاجتماع قامت قوات الجيش الجزائرية بقصف مكثف لمكان انعقاد المؤتمر لكن لم يسفر عن شيء.

## وصلات خارجية
- (فيديو) لقاء الوحدة: عبد الرزاق رجام، محمد السعيد، قوييسمي 1/2
- (فيديو) لقاء الوحدة: عبد الرزاق رجام، محمد السعيد، قوييسمي 2/2